# Passeig de Lluís Companys
El Passeig de Lluís Companys és un bulevard de Barcelona que continua el passeig de Sant Joan fins al de Pujades. Està catalogat com a bé cultural d'interès local.
Deu el nom al president de la Generalitat de Catalunya Lluís Companys, executat el 1940. Tradicionalment dugué el nom de Saló de Sant Joan. Amb la Segona República Espanyola esdevingué Saló de Fermín Galán, i sota el franquisme Salón de Víctor Pradera. El nom actual fou aprovat per l'Ajuntament de Barcelona el 20 de desembre de 1979.

## Història

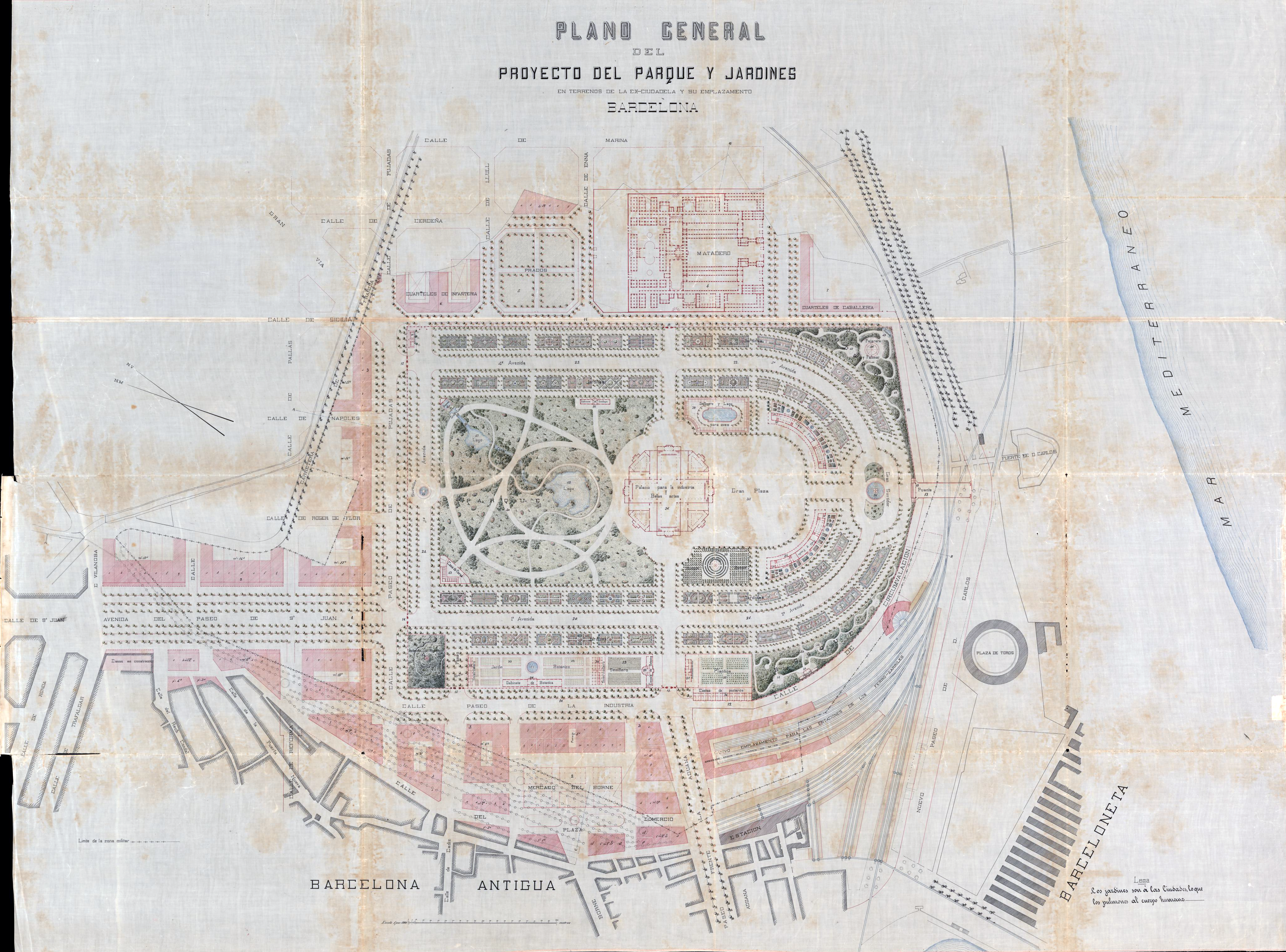
Projecte d'urbanització dels terrenys de l'antiga Ciutadella. Josep Fontserè (1872)

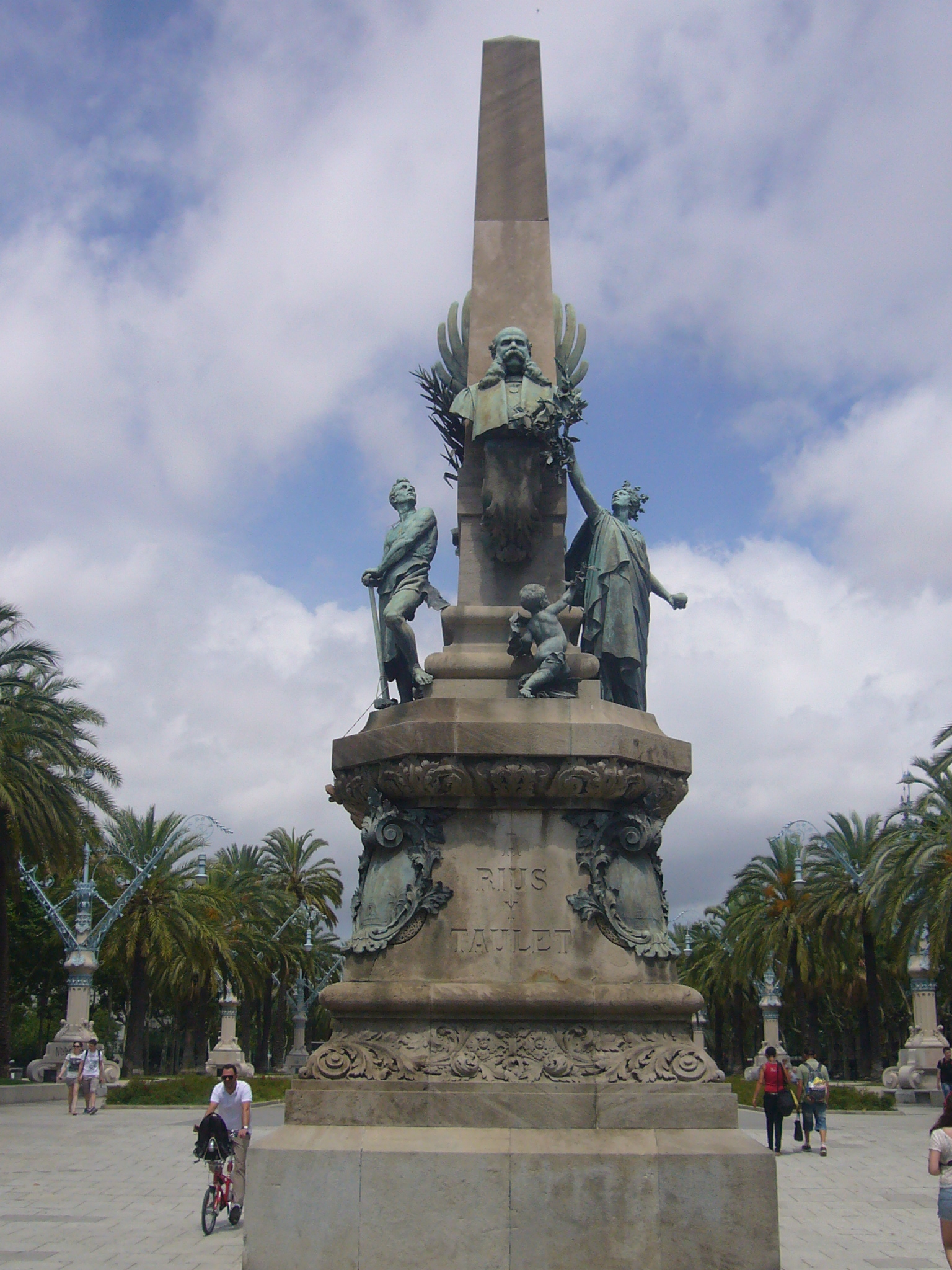
Monument a Rius i Taulet

El 1872, el mestre d'obres Josep Fontserè i Mestre projectà la urbanització dels terrenys de l'antiga fortalesa de la Ciutadella, que incloïa el Saló de Sant Joan. Aquest fou inaugurat el 1888 com un dels accessos principals al Parc de la Ciutadella, que acollia l'Exposició Universal de Barcelona.
El 1883, l'Ajuntament de Barcelona va aprovar la col·locació de vuit escultures commemorant vuit homes importants en la història de Catalunya. Aquests havien de ser originalment: Guifré el Pilós, Roger de Llúria, Bernat Desclot, Rafael Casanova, Ramon Berenguer I, Pere Albert, Antoni Viladomat i Jaume Fabre. El monument de Casanova va ser traslladat a la Ronda de Sant Pere el 1917 i reemplaçat per un de nou dedicat a Pau Claris, fet per Rafael Atché. No obstant això, tots menys el de Roger de Llúria i les estàtues de Viladomat es van retirar el 1937, i el monument a Pau Claris, ocult en un magatzem durant dècades, va ser reinaugurat el 1977.

## Edificis i monuments
- Arc de Triomf, obra de Josep Vilaseca i Casanovas.
- Palau de Justícia de Barcelona, obra de Enric Sagnier i Josep Domènech i Estapà.
- Monument a Lluís Companys (1998), obra de Francisco López Hernández,[4] amb la inscripció: «Catalunya i la llibertat són la mateixa cosa; on viu la llibertat, allí està la meva pàtria». Una noia jove, Conxita Julià, amiga de Companys, és el tema principal de l'escultura.
- Monument a Francesc Rius i Taulet (1901), obra de Manuel Fuxà
- Monument a Pere Codina i Vilà (1932), obra de Josep Dunyach

## Transports
- Estació d'Arc de Triomf: L1, R1, R3, R4, RG1 i R12